# Esther Salas
Esther Salas (Monterey Park, 29 de diciembre de 1968) es una jueza estadounidense que es jueza de distrito de los Estados Unidos del Tribunal de Distrito de los Estados Unidos para el Distrito de Nueva Jersey, con asiento en Newark, Nueva Jersey. Anteriormente se desempeñó como jueza magistrada de los Estados Unidos del mismo tribunal desde 2006 hasta su confirmación como jueza de distrito en 2011. Salas es la primera mujer hispana en servir como jueza magistrada de los Estados Unidos y como jueza de distrito de los Estados Unidos en el distrito de New Jersey.

## Vida personal
Salas está casada con el abogado Mark A. Anderl, con quien tuvo un hijo, Daniel. Anderl es abogado defensor penal y exfiscal asistente del condado de Essex.

### Ataque hogareño
El 19 de julio de 2020, un agresor atacó a la familia de Salas en su casa. Daniel, de veinte años, abrió la puerta cuando el atacante tocó la puerta. El atacante luego abrió fuego, matando a Daniel en la escena. A Mark también le dispararon varias veces y lo dejaron en condición crítica pero estable. Salas estaba en el sótano en el momento del ataque y no resultó herido. El FBI lidera la investigación junto con el Cuerpo de Alguaciles de Estados Unidos y la policía local. Los investigadores creen que una persona vestida como empleado de FedEx estaba en el vecindario en el momento del ataque, pero no pudieron determinar si la persona en uniforme era el agresor.
Al día siguiente, el abogado de setenta y dos años Roy Den Hollander fue encontrado muerto por una herida de bala autoinfligida en Liberty, en el norte del condado de Sullivan, Nueva York. Las autoridades lo identificaron como el «sujeto principal» en el ataque contra la familia de Salas, y según los informes, también estaba siendo investigado por un posible vínculo con la muerte a tiros de un abogado defensor de movimiento por los derechos de los hombres en el sur de California. Den Hollander también fue un activista de los derechos de los hombres y se describió a sí mismo como un antifeminista que anteriormente era conocido por presentar demandas fallidas contra las promociones de «noche de mujeres» en bares y clubes nocturnos, así como demandar a la Universidad de Columbia por ofrecer clases de estudios de la mujer.
En 2015, representó a los demandantes de una demanda de equidad de género que desafiaba que la conscripción militar en los Estados Unidos fuera solo para hombres. La demanda fue presentada ante Salas, quien se puso del lado de algunos de los argumentos de Den Hollander pero permitió que el caso continuara en la corte. Según los informes, Den Hollander creía que Salas estaba deteniendo deliberadamente la demanda por razones políticas. Abandonó el caso en junio de 2019 y lo entregó a un equipo de colegas abogados, citando un diagnóstico de enfermedad terminal que luego describió como melanoma.
Den Hollander mantenía un sitio web personal en el que publicaba extensos documentos que expresaban contenido sexista y racista; en uno de esos documentos, menospreciaba a Salas directamente. En otro documento, que describía las posibles soluciones para las feministas y los «commies», escribió: «Las cosas comienzan a cambiar cuando los hombres comienzan a eliminar a esas personas específicas responsables de destruir sus vidas antes de suicidarse».